# Stefan Simonsson
Stefan Simonsson (nacido el 5 de enero de 1960) es un tenista profesional sueco. Su mejor ranking individual fue el Nº49 alcanzado el 8 de agosto de 1983.